# The Last Time (пісня)
«The Last Time» — сьомий та фінальний сингл четвертого студійного альбому американської попспівачки Тейлор Свіфт — Red. В Британії сингл вийшов 4 листопада 2013 року. Пісня написана самою Тейлор Свіфт, Гарі Лайтбоді та Джекнайфом Лі; спродюсована Джекнайфом Лі.

## Музичне відео
Прем'єра музичного відео відбулася 15 листопада 2013 року на Vevo та YouTube. Відеокліп зрежисовано Террі Річардсоном. 
Станом на березень 2024 року музичне відео набрало 49 мільйонів переглядів на відеохостингу YouTube.

## Список композицій
Цифрове завантаження
1. "The Last Time" – 4:59

## Чарти
| Чарт (2012-13)                                | Місце |
| --------------------------------------------- | ----- |
| Belgium (Ultratop 50 Flanders) (Фландрія)     | 14    |
| Canada (Canadian Hot 100)                     | 73    |
| Irish Singles Chart                           | 15    |
| Scotland (Official Charts Company)            | 20    |
| UK Singles (Official Charts Company)          | 25    |
| US Bubbling Under Hot 100 Singles (Billboard) | 3     |

## Історія релізів
| Країна   | Дата             | Формат(и)              | Лейбл               | Виноски |
| -------- | ---------------- | ---------------------- | ------------------- | ------- |
| Британія | 4 листопада 2013 | Contemporary hit radio | Big Machine Records | [ 2 ]   |